# Chapultepec
För andra betydelser, se Chapultepec (olika betydelser).

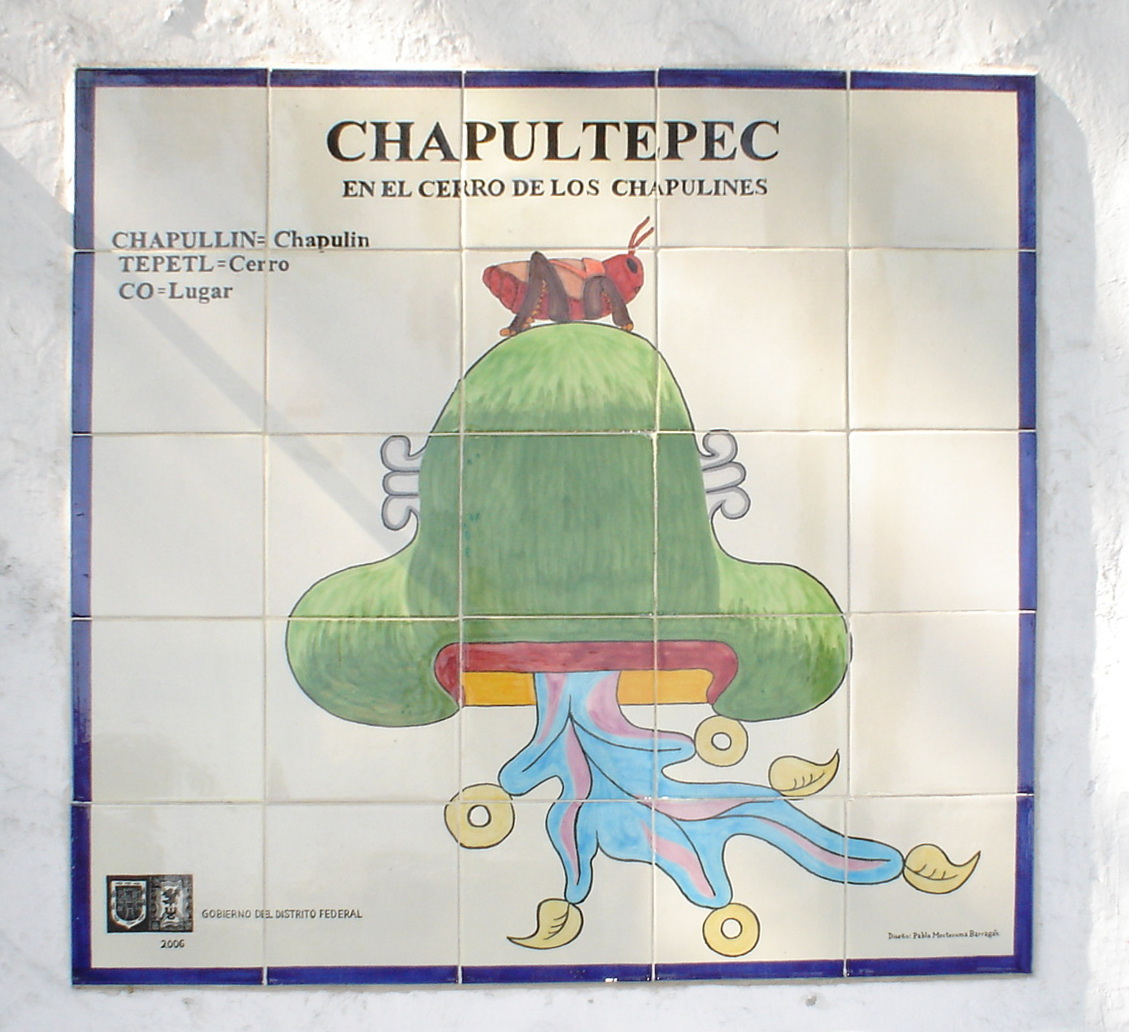
Betydelse av Chapultepec

Chapultepec är en kulle i Mexico City varpå Castillo de Chapultepec är byggd, och omgiven av Chapultepectparken. Namnet kommer från det aztekiska språket nahuatl och betyder "gräshoppsberget". Chapulin betyder gräshoppa på mexikansk spanska.

Översikt av Chapultepecs tre avsnitt, kyrkogården Dolores, Tacubaya och Polanco i distriktet Miguel Hidalgo

20 november 2001 sattes kullen, tillsammans med dess palats och parken omkring, upp på Mexikos tentativa världsarvslista. Svenska ambassaden i Mexico City ligger i Chapultepec.